# Старая Обь (левая протока Оби)
Старая Обь — река в России, протекает по территории Шелаболихинского района Алтайского края и Сузунского района Новосибирской области. Левая протока Оби. Длина реки — 45 километров.
Отделяется напротив села Малышево в урочище Филиппово. Течёт в западном направлении по заболоченной пойме Оби. Впадает в Обь по левому берегу в 3192 км от её устья на высоте 115,5 метра над уровнем моря.
Основные притоки — протока Хазова (пр), протока Хариха (пр), река Устье Степной (лв), река Кишкинский Исток (лв), протока Управительская (лв).

## Данные водного реестра
По данным государственного водного реестра России относится к Верхнеобскому бассейновому округу, водохозяйственный участок реки — Обь от города Барнаул до Новосибирского гидроузла, без реки Чумыш, речной подбассейн реки — бассейны притоков (Верхней) Оби до впадения Томи. Речной бассейн реки — (Верхняя) Обь до впадения Иртыша.
Код водного объекта — 13010200512015200003813.